# Ennemain
Ennemain és un municipi francès situat al departament del Somme i a la regió dels Alts de França. L'any 2007 tenia 230 habitants.

## Demografia

### Població
El 2007 la població de fet d'Ennemain era de 230 persones. Hi havia 86 famílies de les quals 20 eren unipersonals (12 homes vivint sols i 8 dones vivint soles), 35 parelles sense fills i 31 parelles amb fills.
La població ha evolucionat segons el següent gràfic:
Habitants censats

### Habitatges

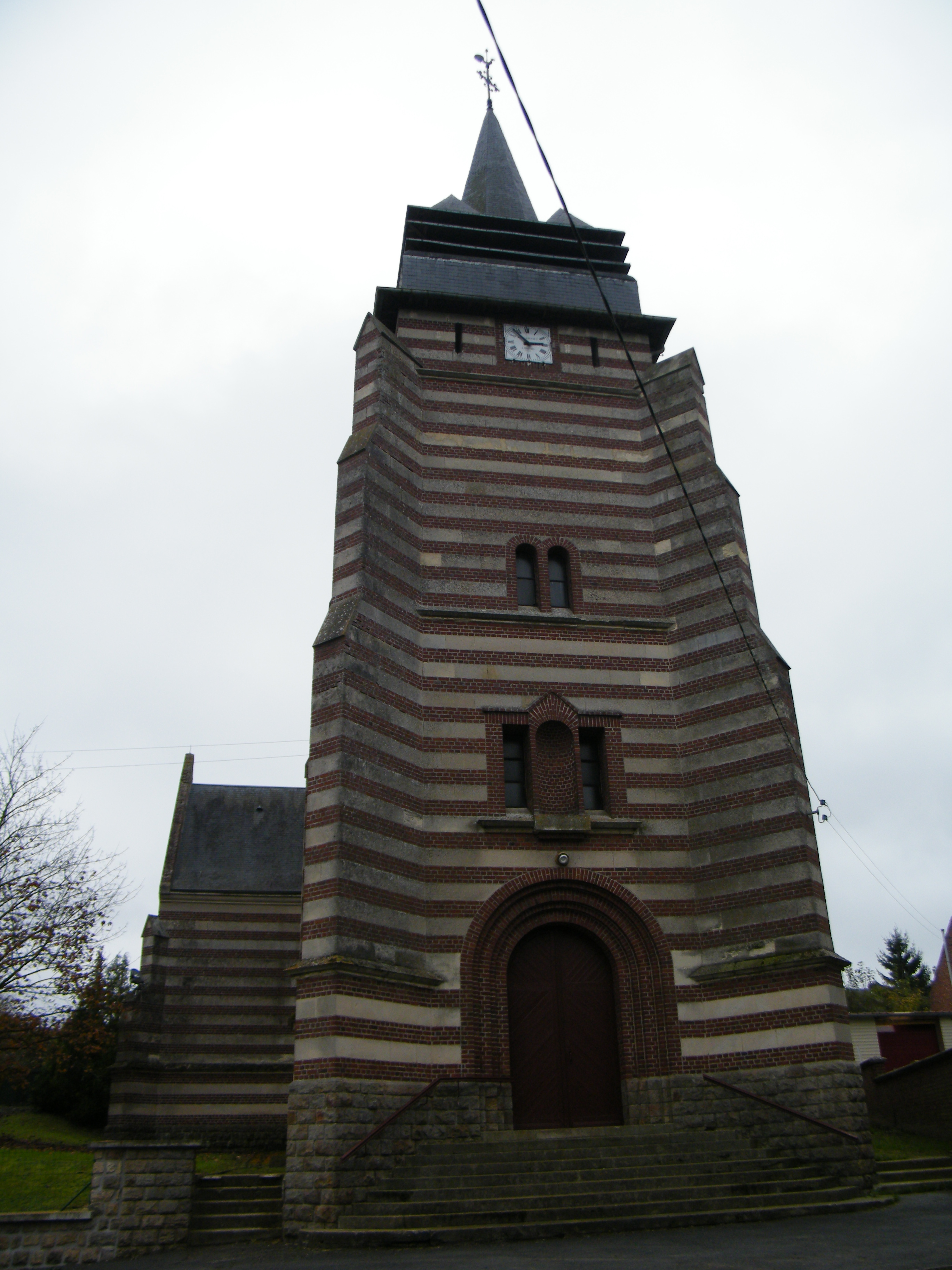
església

El 2007 hi havia 106 habitatges, 91 eren l'habitatge principal de la família, 6 eren segones residències i 9 estaven desocupats. Tots els 105 habitatges eren cases. Dels 91 habitatges principals, 84 estaven ocupats pels seus propietaris, 5 estaven llogats i ocupats pels llogaters i 2 estaven cedits a títol gratuït; 8 tenien dues cambres, 18 en tenien tres, 19 en tenien quatre i 47 en tenien cinc o més. 69 habitatges disposaven pel capbaix d'una plaça de pàrquing. A 42 habitatges hi havia un automòbil i a 37 n'hi havia dos o més.

### Piràmide de població

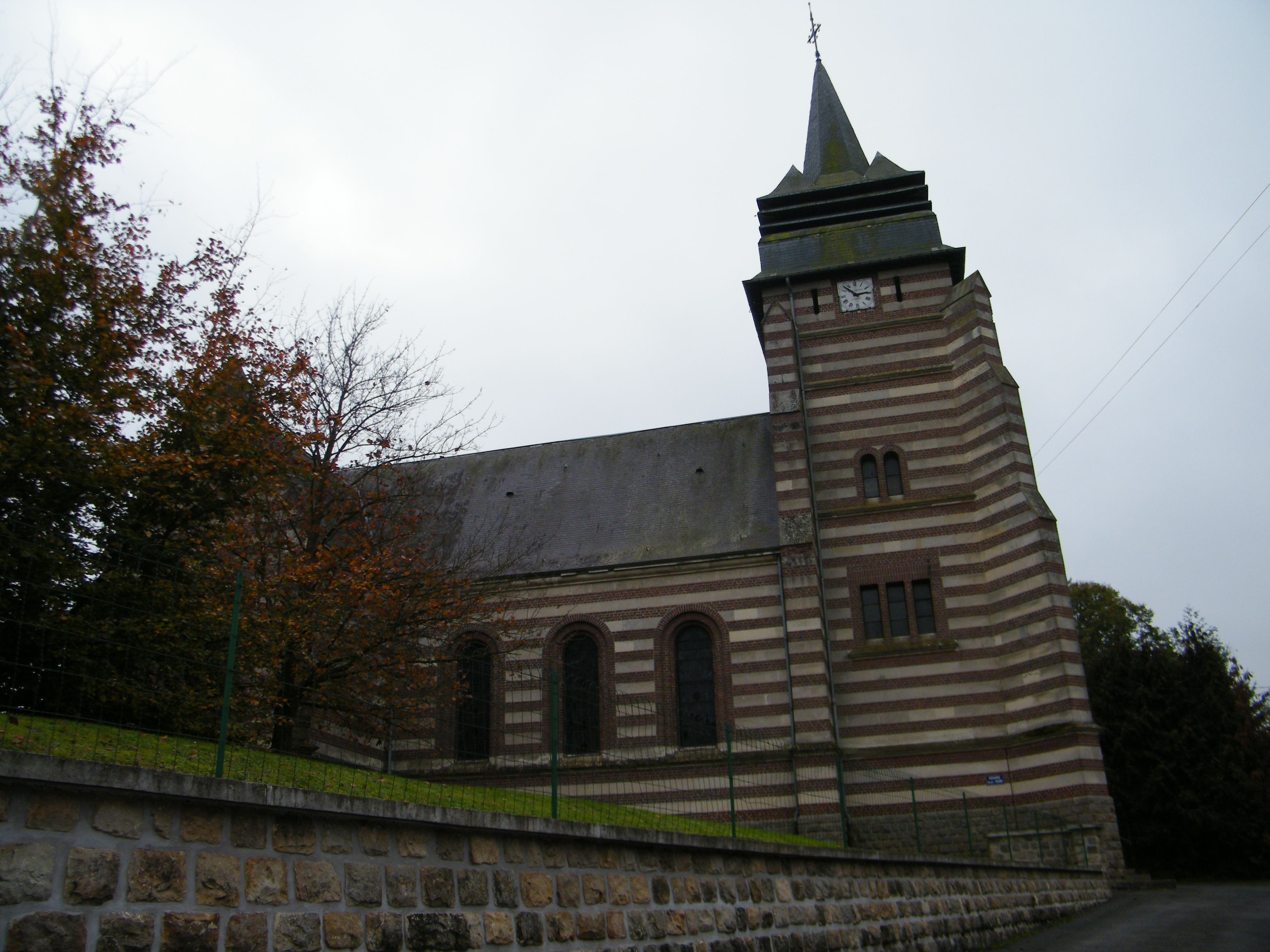

La piràmide de població per edats i sexe el 2009 era:
| Homes | Edats   | Dones |
| ----- | ------- | ----- |
| 0     | 95 o +  | 0     |
| 0     | 90 a 94 | 0     |
| 0     | 85 a 89 | 0     |
| 0     | 80 a 84 | 0     |
| 8     | 75 a 79 | 4     |
| 4     | 70 a 74 | 4     |
| 4     | 65 a 69 | 12    |
| 8     | 60 a 64 | 4     |
| 8     | 55 a 59 | 12    |
| 12    | 50 a 54 | 12    |
| 12    | 45 a 49 | 4     |
| 8     | 40 a 44 | 8     |
| 12    | 35 a 39 | 12    |
| 12    | 30 a 34 | 4     |
| 4     | 25 a 29 | 12    |
| 12    | 20 a 24 | 4     |
| 12    | 15 a 19 | 12    |
| 20    | 10 a 14 | 8     |
| 4     | 5 a 9   | 8     |
| 0     | 0 a 4   | 4     |

## Economia
El 2007 la població en edat de treballar era de 162 persones, 111 eren actives i 51 eren inactives. De les 111 persones actives 94 estaven ocupades (58 homes i 36 dones) i 17 estaven aturades (9 homes i 8 dones). De les 51 persones inactives 17 estaven jubilades, 15 estaven estudiant i 19 estaven classificades com a «altres inactius».

### Ingressos
El 2009 a Ennemain hi havia 92 unitats fiscals que integraven 237 persones, la mediana anual d'ingressos fiscals per persona era de 16.326 €.

### Activitats econòmiques

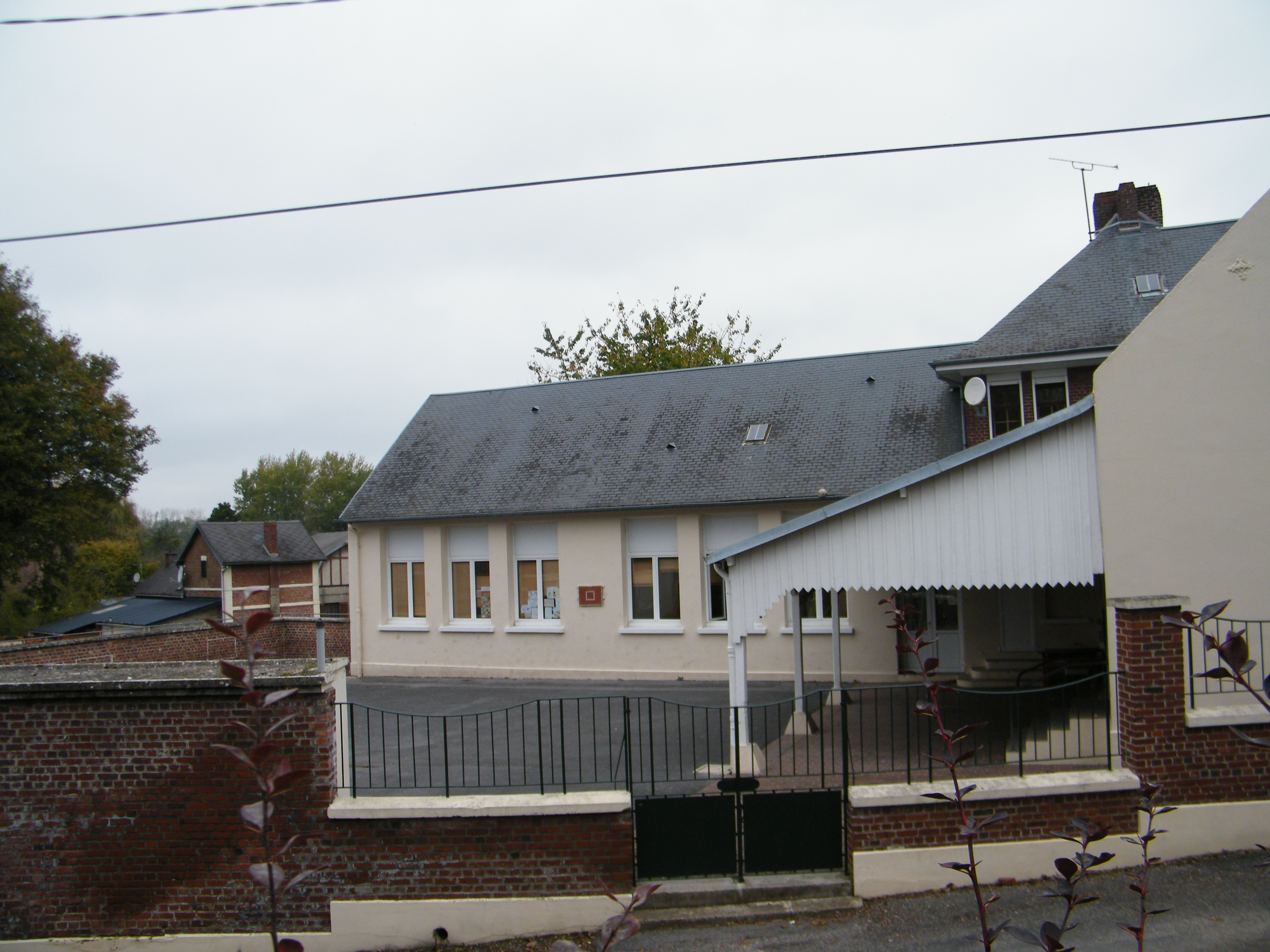

Dels 3 establiments que hi havia el 2007, 1 era d'una empresa d'hostatgeria i restauració, 1 d'una empresa immobiliària i 1 d'una empresa de serveis.
L'únic servei als particulars que hi havia el 2009 era una agència immobiliària.
L'any 2000 a Ennemain hi havia 5 explotacions agrícoles.

## Equipaments sanitaris i escolars
El 2009 hi havia una escola elemental integrada dins d'un grup escolar amb les comunes properes formant una escola dispersa.

## Poblacions més properes
El següent diagrama mostra les poblacions més properes.